# Isru Jag
Isru Jag (en hebreo: אסרו חג) se refiere al día después de cada una de las festividades religiosas de peregrinación del pueblo judío conocidas con el nombre de Shalosh Regalim: Pésaj, Shavuot y Sucot. La noción de que Isru Jag une a las fiestas el resto del año viene de la lectura del Salmo 118:27. La única característica especial de Isru Jag en la liturgia judía moderna, es la omisión de la oración Tajanún en los servicios religiosos de Shajarit y Minjá.
Isru Jag significa en el judaísmo rabínico el día después de las festividades de peregrinación que son Sucot, Pésaj y Shavuot. Aunque carece de cualquier carácter sagrado en la santa Biblia, los días del Isru Jag se consideran en la tradición rabínica como un remanente de la solemnidad de estas fiestas, especialmente de su carácter festivo. La celebración del Isru Jag tiene su origen en el verso bíblico: "Adjunte la ofrenda festiva con lazos (Isru Jag baavotim) contra las esquinas del altar" (Salmos 118:27); los rabinos mencionan este versículo para hacerle decir: "Quien se agrega a la fiesta comiendo y bebiendo, la escritura lo considera como si hubiera construido un altar" (Talmud de Babilonia) (Sucá 45b). El Talmud de Jerusalén (Avodah Zarah 1:1) tiene una práctica similar para el día después del festival, pero la llama brei demoadá ("hijo de la hora señalada").